# Woldemar Mobitz
Woldemar Mobitz (* 31. Mai 1889 in Sankt Petersburg; † 11. April 1951 in Freiburg im Breisgau) war ein deutscher Internist.

## Ausbildung und Beruf
Der Arztsohn Mobitz studierte nach der Reifeprüfung ab 1908 in Freiburg im Breisgau, wo er sich dem Corps Rhenania Freiburg anschloss, und in München. 1914 legte er sein Staatsexamen ab und wurde promoviert. Nach seiner Teilnahme am Ersten Weltkrieg arbeitete er an den Chirurgischen Kliniken in Berlin und Halle sowie in der Inneren Medizin an den Kliniken in München (I. Medizinische Klinik) und Freiburg. In München habilitierte sich Mobitz 1924 mit einer Untersuchung über den Herzblock. Nach vierjähriger Lehrtätigkeit als Privatdozent wurde er 1928 als außerordentlicher Professor und Oberarzt der Inneren Klinik nach Freiburg im Breisgau berufen.
Seit 1939 war Mobitz beamteter außerordentlicher Professor. 1943 übernahm er die Funktion des Direktors der Medizinischen Klinik der städtischen Krankenanstalten Magdeburg-Sudenburg, bis zur Besetzung der Stadt durch die Rote Armee zu Ende des Zweiten Weltkrieges. Von 1945 bis zu seinem Tod 1951 war er Professor für Innere Medizin am Universitätsklinikum Freiburg.

## Leistung
Seine Hauptarbeitsgebiete lagen auf dem Gebiet der Inneren Medizin, vor allem kardiovaskuläre Fragen beschäftigten ihn. 1923 bis 1924 erschienen Beiträge zur atrioventrikulären (AV) Dissoziation und zum Herzblock (AV-Block). Weitere Schwerpunkte waren die Pulmonalsklerose (1924), die Kreislaufregulation (1924), die Herzschlagvolumenbestimmung (1926–1927), die Messung der Kreislaufzeit des Blutes mit Äthyljodid (1930), die Banti-Krankheit (1946), Lungeninfiltrate (1947) und die medizinische Verwendung von Isotopen (1949).
Darüber hinaus war Mobitz seit 1946 im Fachbeirat der Deutschen Medizinischen Rundschau als Herausgeber tätig.
Seit 2001 wird jährlich der mit 6000 Euro dotierte „Woldemar-Mobitz-Forschungspreis“ durch die Deutsche Gesellschaft für Kardiologie verliehen.

## Mobitz-Eponyme
- Mobitz-1-Typ AV-Block II° Typ 1 (oder Wenckebach-Typ), Herzrhythmusstörung.
- Mobitz-2-Typ AV-Block II° Typ 2, Herzrhythmusstörung.
- Mobitz-Interferenzdissoziation Arrhythmiephänomen mit meist unvollständigen Dissoziationen zwischen Vorhof und Kammer, wobei die Vorhoffrequenz häufig unter der Kammerfrequenz liegt.

## Werke
- Beiträge zur Klinik der Basedow’schen Krankheit. Frankfurt am Main 1914.
- Zur Frage der atrioventrikulären Automatie. Die Interferenzdissoziation. Dtsch Arch Klin Med 141 (1923) 257.
- Über die unvollständige Störung der Erregungsüberleitung zwischen Vorhof und Kammer des menschlichen Herzens. Z Ges Exp Med 41 (1924) 180.
- Über die normale Histologie des Reizleitungssystems und pathologisch-histologische Befunde an blockierten Herzen des Menschen (mit Kung, S. K.). Arch Exp Pathol Pharmakol 155 (1930) 295-330.